# Republika Środkowoafrykańska
Republika Środkowoafrykańska (fr. République centrafricaine, sango Ködörösêse tî Bêafrîka) – państwo śródlądowe w środkowej Afryce, w dorzeczach rzek Konga i Szari. Graniczy z Kamerunem, Czadem, Sudanem, Sudanem Południowym, Demokratyczną Republiką Konga i Kongiem.
1 grudnia obchodzone jest święto narodowe, Dzień Republiki, w rocznicę proklamowania republiki.

## Geografia

### Krajobraz naturalny
Kraj położony w środkowej części Afryki, prawie całkowicie na wyżynie Azande. Wyżyna obniża się na północy w kierunku jeziora Czad, zmieniając się w płaskie, częściowo zabagnione tereny równinne. W rejonie północno-zachodnim wznosi się masyw Yadé, a na północnym wschodzie Bongo.
- najniżej położony punkt – rzeka Ubangi 335 m n.p.m.
- najwyżej położony punkt – góra Ngaoui 1420 m n.p.m.[4]

Naturalną szatę roślinną kraju stanowią na południu wilgotne lasy równikowe zamieszkane przez wiele gatunków małp (m.in. przez goryle) oraz na północy sawanna trawiasta z nielicznymi drzewami, będąca siedliskiem dla bawołów, słoni, antylop, hien. W dolinach rzek znajdują się lasy galeriowe, w których żyją krokodyle i hipopotamy.

### Klimat
W północnej części kraju panuje klimat równikowy wilgotny i suchy, z występującymi na zmianę porami deszczową i suchą. Reszta kraju znajduje się pod wpływem klimatu równikowego wilgotnego. Na północy kraju ilość opadów w ciągu roku nie przekracza 900 mm. Średnia temperatura waha się od 25–30 °C. Na południu suma opadów waha się od 1500 do 1800 mm. Średnia temperatura waha się od 24–28 °C.

### Ochrona środowiska
W Republice Środkowoafrykańskiej mieszczą się 3 parki narodowe. W parkach narodowych chroni się głównie żyrafy i goryle nizinne.

## Historia

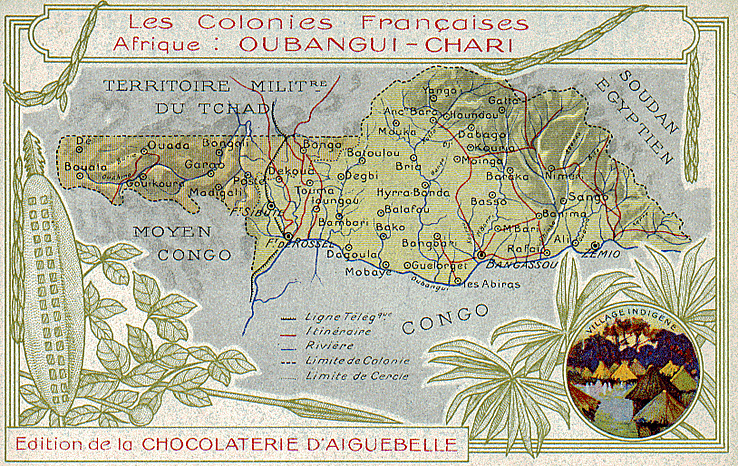
Ubangi-Szari

Terytorium kraju wchodziło między XVI a XIX wiekiem w skład sułtanatu Bagirmi. Pod koniec XIX w. tereny te zostały zajęte przez Francję i przekształcone w kolonię Ubangi-Szari, która następnie została włączona do Francuskiej Afryki Równikowej. W 1958 w wyniku referendum federacja została rozwiązana, a Ubangi-Szari pod nazwą Republika Środkowoafrykańska stała się republiką autonomiczną. W 1959 roku, tuż przed uzyskaniem niepodległości od Francji, w budzącym liczne kontrowersje wypadku lotniczym zginął pierwszy środkowoafrykański premier, Barthelemy Boganda.

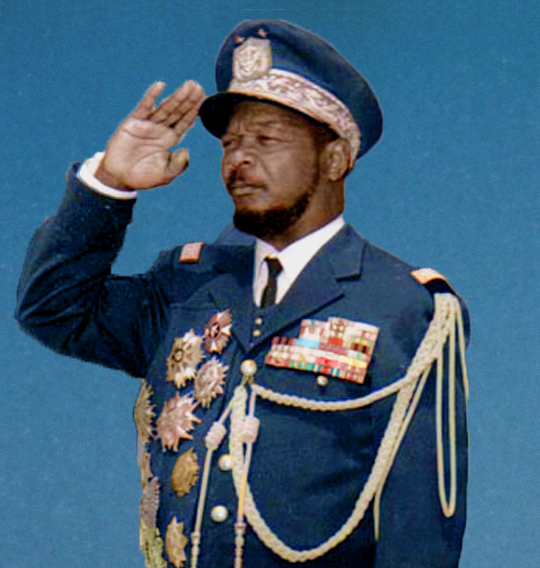
Jean-Bédel Bokassa

Republika pełną niepodległość uzyskała 13 sierpnia 1960, lecz była jednym z najbardziej niestabilnych państw w Afryce. Okres prezydentury Davida Dacko w latach 60. wiązał się ze stagnacją gospodarczą oraz przekraczaniem granic państwa przez partyzantów z sąsiednich państw – lumumbistów z Konga (Zairu) oraz przez Sudańską Armię Ludowo-Wyzwoleńczą. W obliczu problemów państwa Dacko chciał uzyskać pomoc zagraniczną. Pod wpływem Ruchu na rzecz rozwoju społecznego Czarnej Afryki (MESAN), rząd odstąpił od polityki profrancuskiej i rozpoczął poszukiwanie alternatywnych źródeł, którymi od września 1964 roku stały się Chiny. Zaniepokojony prochińską polityką rządu pułkownik Jean-Bédel Bokassa (uważał on, że polityka taka doprowadzi do przyjęcia przez Środkową Afrykę ideologii komunizmu) rozpoczął kontakty z rządem Francji, który chciał namówić do zbrojnej interwencji w kraju. Francja nie zgodziła się na interwencję, jednak rząd Francji, w tym prezydent Charles de Gaulle poparli Bokassę w działaniach zmierzających do obalenia rządu.
1 stycznia 1966 pułkownik Bokassa w wyniku zamachu stanu obalił urzędującego prezydenta. Bokassa rządził w sposób dyktatorski, a w 1976 proklamował Cesarstwo Środkowoafrykańskie, samego siebie ogłaszając cesarzem Bokassą I. Rok później koronował się na cesarza. Bokassa wprowadził rządy terroru. W zarodku dławił opozycję: twierdził, że jego przeciwnicy polityczni to chińscy agenci lub komuniści. Jedną z najgłośniejszych spraw było prześladowanie dzieci demonstrujących przeciwko obowiązkowemu noszeniu mundurków szkolnych, które miały zostać zakupione przez rodziców dzieci. Około 200 dzieci zostało zamordowanych, a fakt ten został ujawniony w 1978 roku. Bokassa wprowadził brygady moralności, które pełniły rolę służby bezpieczeństwa odpowiedzialnej także za obronę moralności rozumianej przez dyktatora w konserwatywny sposób. Ten afrykański cesarz prowadził ściśle profrancuską politykę zagraniczną, a Francja udzielała rządowi pomocy finansowej i wojskowej w zamian za możliwość wydobywaniu w kraju rud uranu potrzebnych do rozwoju swojego programu nuklearnego. Ówczesny prezydent Francji Valéry Giscard d’Estaing był częstym gościem Bokassy, a wcześniej, jako minister finansów, przyjął od dyktatora drogie diamenty, co wywołało we Francji tzw. aferę diamentową. Na skutek nieudolnych dyktatorskich rządów Bokassa został obalony w 1979 w wyniku przewrotu wspartego przez wojska francuskie, a więc dotychczasowego sojusznika dyktatora.
Po przywróceniu republiki władzę ponownie objął David Dacko jednak został obalony 20 września 1981 przez generała André Kolingbę. Kolingba wprowadził dyktaturę monopartyjną i objął funkcję szefa państwa i rządu. W wyniku nacisków opozycji w 1991 Kolingba zgodził się wprowadzić system wielopartyjny i przeprowadzić wolne wybory.
Wybory z 1992, które wygrał Kolingba, zostały uznane za nieważne. Wybory w 1993 wygrała opozycja, a prezydentem został Ange-Felix Patasse, który został obalony w 2003 przez François Bozizé. Bozizé zawiesił konstytucję i rozwiązał parlament obiecując równocześnie przeprowadzenie nowych wyborów, które odbyły się w 2005. Rządy Bozizé charakteryzowały ciągłe napięcia między nim a licznymi rebeliantami.
Jednym z pierwszych zadań François Bozizé było wzmocnienie gwardii przybocznej przy osłabieniu rządowej armii (na wzór wielu afrykańskich dyktatorów).

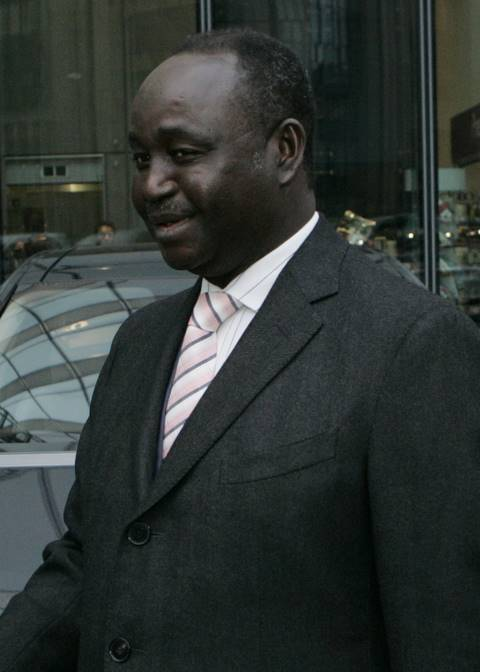
François Bozizé

24 stycznia 2011 odbyły się wybory prezydenckie. Głównymi kandydatami byli François Bozizé oraz obalony przez niego w 2003 były szef państwa Ange-Felix Patasse. Wybory były przez długi czas przekładane. Kampania wyborcza rozpoczęła się 10 stycznia. Podczas kampanii wyborczej opozycja skarżyła do sąsiedniego Kamerunu o łamanie demokracji. Wybory były obserwowane przez Unię Europejską i Unię Afrykańską. Do wyborów zarejestrowało się 1,8 miliona obywateli. Poważnym problemem był brak kart do głosowania oraz brak nazwisk głosujących przy listach.

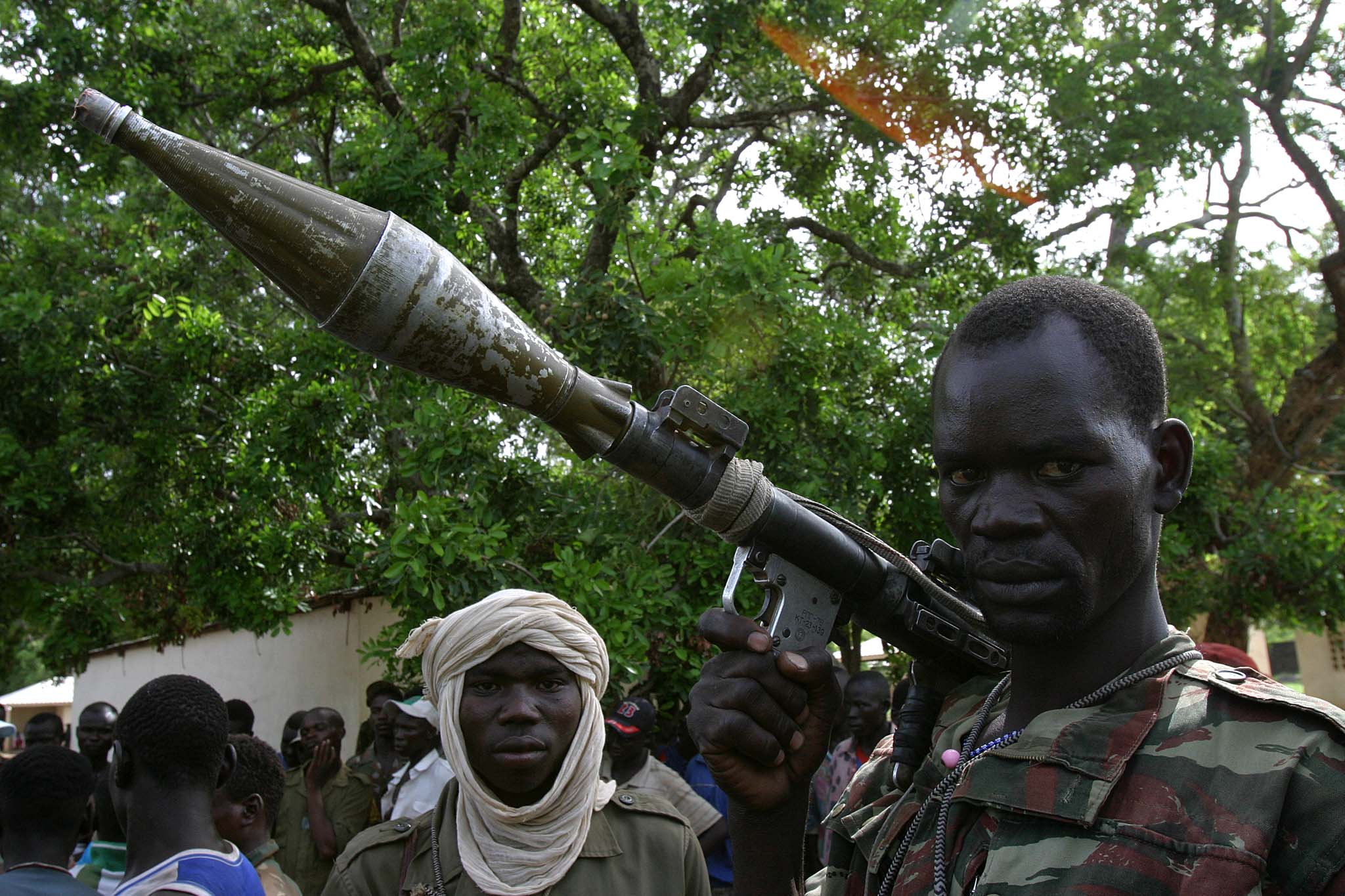
Rebelianci z 2007 r.

W grudniu 2012 została utworzona koalicja Seleka, która miała na celu obalić prezydenta kraju, który nie przeprowadził kluczowych reform. Seleka jest organizacją skupiającą wokół siebie różne formacje, które wcześniej ze sobą walczyły. Przywódcą nowej organizacji został Michel Djotodia. Zapowiedział, że będzie tymczasowo korzystał z prawa absolutnego, a w ciągu trzech lat przeprowadzi wolne wybory. 28 grudnia 2012 tymczasowo zawiesiła działalność ambasada Stanów Zjednoczonych. Kilka dni wcześniej ambasada francuska w Bangi została obrzucona kamieniami podczas odbywającej się przed nią demonstracji.
11 stycznia 2013 zostało podpisane porozumienie pomiędzy Bozizé a rebeliantami. W marcu ponownie rozpoczęła działania rebelianckie. Porozumienie podpisano w Libreville, stolicy Gabonu. 23 marca 2013 do Republiki Środkowoafrykańskiej wkroczyli francuscy żołnierze, by zabezpieczyć lotnisko w Bangi. Wcześniej wojska francuskie (przy wsparciu amerykańskich) biernie przyglądały się wydarzeniom, pomagając jedynie ludności cywilnej 24 marca 2013 rebelianci walczący z siłami rządowymi wkroczyli do stolicy. Prezydent François Bozizé został zmuszony do ucieczki do Demokratycznej Republiki Konga przez rzekę Ubangi. W starciach z rebeliantami zginęło w sumie 6 osób z RŚA i kilkunastu żołnierzy z Republiki Południowej Afryki, którzy przybyli z misją porządkową. Wśród rebeliantów straty wyniosły około 700 ludzi. 24 marca Michel Djotodja ogłosił się prezydentem kraju. Na podstawie porozumienia z 11 stycznia, rząd i premier pozostaną na swoich stanowiskach. Dotodja wprowadził także godzinę policyjną. Przed zdobyciem stolicy, Seleka obawiała się interwencji sąsiadów, a w szczególności z Czadu (Czad miał dobre stosunki z prezydentem Bozizé). Do Republiki Środkowoafrykańskiej przybyło 600 francuskich żołnierzy, którzy chronią zamieszkałych tam Francuzów. Sam Bozizé wysłał prośbę o pomoc do swoich sąsiadów oraz do Waszyngtonu oraz Paryża. 19 grudnia Czad wysłał wojsko do Republiki Środkowoafrykańskiej w celu stłumienia buntów przeciwko prezydentowi Bozize. W czasie zajmowania stolicy, w ONZ rozpoczęto dyskusje nad opanowaniem sytuacji. Podczas działań Seleki 25 tys. mieszkańców miasta Damara uciekło do pobliskiej dżungli. W okolicach Damary stacjonuje kilkuset żołnierzy międzynarodowej misji Wspólnoty Gospodarczej Państw Afryki Środkowej. Ich zadaniem jest powstrzymanie buntowników przed przejęciem władzy w całym kraju.
W wyborach prezydenckich przeprowadzonych 30 grudnia 2015 i 14 lutego 2016 zwyciężył bezpartyjny Faustin-Archange Touadéra, były premier za rządów François Bozizé. W drugiej turze pokonał Aniceta-Georgesa Dologuélé uzyskując 62,71% głosów. 30 marca 2016 Touadéra złożył przysięgę i przejął władzę od władz tymczasowych na czele z Catherine Samba-Panzą.

## Ustrój polityczny
Zgodnie z konstytucją przyjętą w referendum w 2015 w Republice Środkowoafrykańskiej obowiązuje system semiprezydencki, w której głową państwa jest prezydent, a na czele rządu stoi premier. Sprawują oni władzę wykonawczą. Władza ustawodawcza jest sprawowana przez dwuizbowy parlament wybierany na 5-letnią kadencję. System prawny kraju oparty jest na systemie francuskim.

## Podział administracyjny
Kraj podzielony jest na 14 prefektur, 2 prefektury ekonomiczne i okręg wydzielony Bangi.
Lista prefektur (w nawiasie ich stolice):
- Bamingui-Bangoran (Ndélé)
- Basse-Kotto (Mobaye)
- Haute-Kotto (Bria)
- Haut-Mbomou (Obo)
- Kémo (Sibut)
- Lobaye (Mbaïki)
- Mambéré-Kadéï (Berbérati)
- Mbomou (Bangassou)
- Nana-Mambéré (Bouar)
- Ombella-Mpoko (Bimbo)
- Ouaka (Bambari)
- Ouham (Bossangoa)
- Ouham-Pendé (Bozoum)
- Vakaga (Birao)

Miasto stołeczne:
- Bangi

Specjalne strefy ekonomiczne:
- Nana-Grébizi (Kaga-Bandoro)
- Sangha-Mbaéré (Nola)

## Demografia

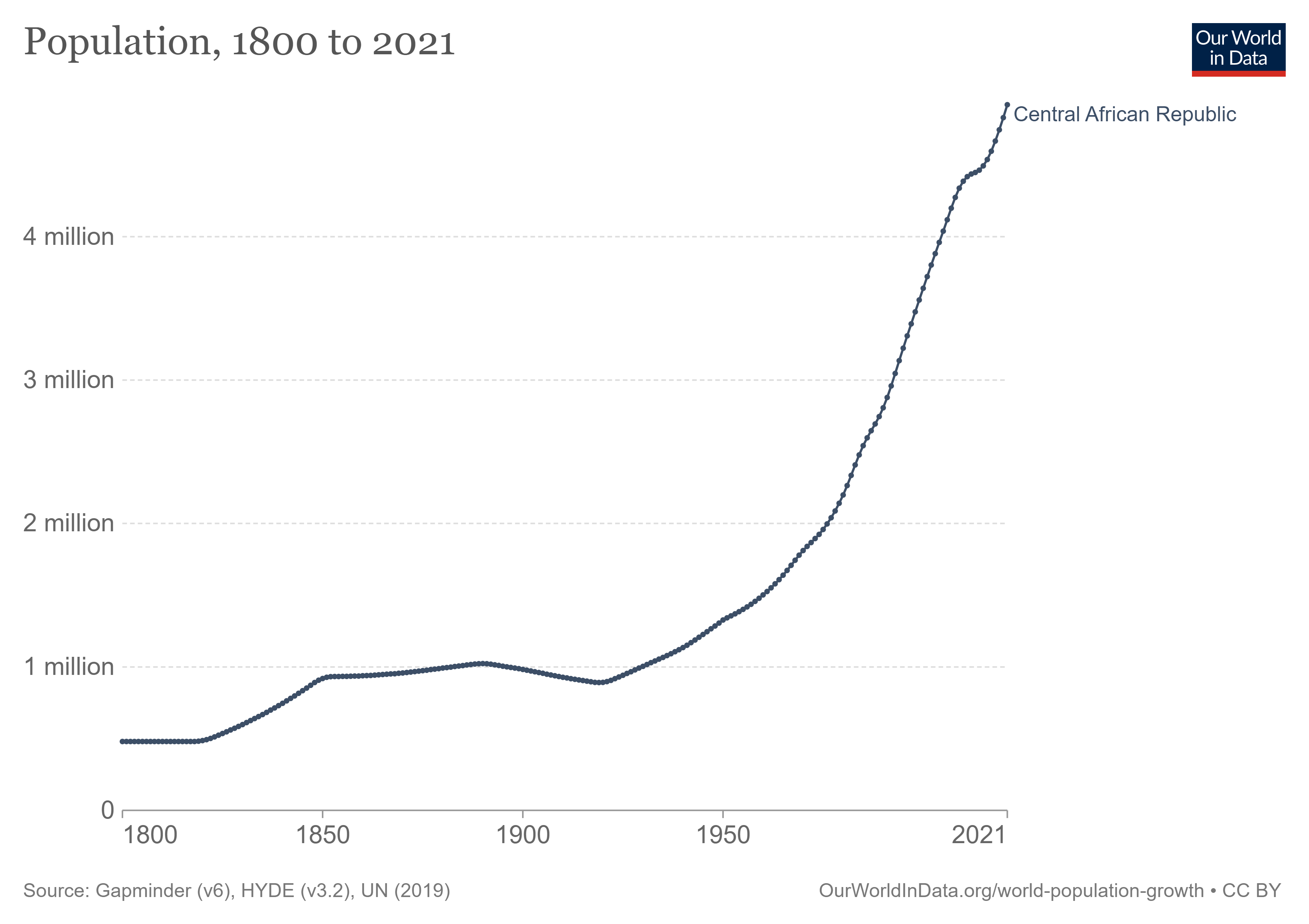
Wzrost liczby mieszkańców od uzyskania niepodległości na wykresie

Populacja kraju zwiększyła się od czasu odzyskania niepodległości niemal 5-krotnie. W 1960 kraj liczył 1 232 000 mieszkańców, a w 2017 populacja liczy ponad 5,6 mln mieszkańców. Na ludność kraju składa się ponad 80 grup etnicznych, każda posługująca się własnym językiem. Do największych grup etnicznych należą: Banda, Gbaja, Sango, Ngbandi (w tym Yakoma), Manja, Fulani i Ngbaka.
Największymi miastami są Bangi, Bouar, Bambari oraz Bimbo.
| Grupa etniczna             | Język           | Liczebność w tys. | Procent ludności |
| -------------------------- | --------------- | ----------------- | ---------------- |
| Gbaja (6 grup)             | języki gbaja    | 1088              | 22,97%           |
| Banda (11 grup)            | języki banda    | 921               | 19,44%           |
| Sango (2 grupy)            | język sango     | 491               | 10,37%           |
| Manja                      | język mandja    | 290               | 6,12%            |
| Fulbe (2 grupy)            | język ful       | 265               | 5,59%            |
| Ngbaka (3 grupy)           | język ngbaka    | 160,6             | 3,39%            |
| Arabowie Baggara (2 grupy) | język arabski   | 128               | 2,7%             |
| Yakoma (6 grup)            | języki ngbandi  | 126               | 2,66%            |
| Kari                       | język kare      | 119               | 2,51%            |
| Pana                       | język pana      | 112               | 2,36%            |
| Azande                     | język pazande   | 85                | 1,79%            |
| Pigmeje (6 grup)           | języki ngbaka   | 74,3              | 1,57%            |
| Hausa                      | język hausa     | 33                | 0,7%             |
| Francuzi                   | język francuski | 21                | 0,44%            |

## Gospodarka

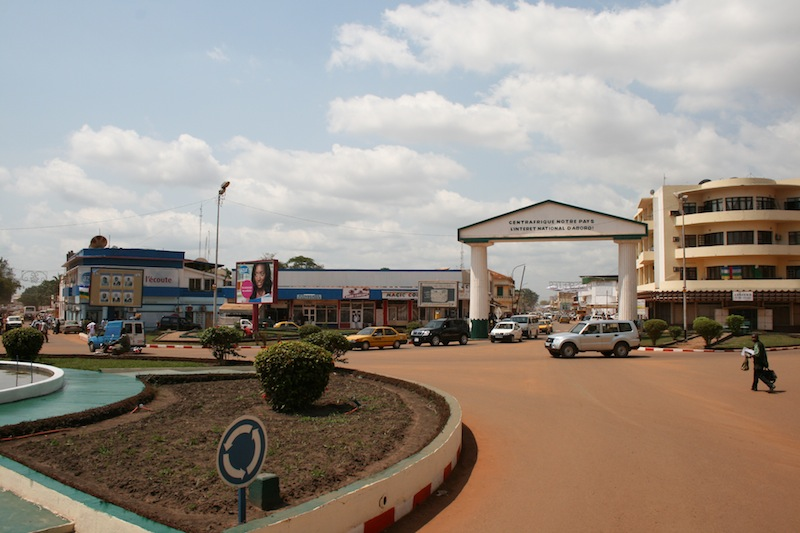
Centrum handlowe w Bangi

Pomimo faktu, że kraj posiada duże walory turystyczne i bogactwa naturalne, Republika Środkowoafrykańska jest słabo rozwiniętym krajem rolniczym, jednym z najuboższych na świecie. ONZ zalicza ten kraj do grupy jednych z najsłabiej rozwiniętych państwa świata (tzw. LDC – Least Developed Countries). 75% społeczeństwa utrzymuje się z uprawy roli i leśnictwa, a rolnictwo generuje 58% PKB szacowanego na 1,7 mld USD. PKB na jednego mieszkańca wynosi 700 USD (według siły nabywczej), jednak na najbogatsze 20% społeczeństwa przypada 65% dochodu. Większość eksportu szacowanego na 77 mln USD stanowią nieprzetworzone surowce: diamenty oraz drewno (na które przypada ok. 80% wartości całego eksportu). Głównymi partnerami handlowymi są Belgia i Francja. W 2016 aż 58% PKB kraju przypadało na rolnictwo, 30% na usługi, a 12% na przemysł.
W Wskaźniku Wolności Gospodarczej na rok 2017 Republika Środkowoafrykańska zajęła 151. miejsce (za Kamerunem i przed Papuą-Nową Gwineą).

### Rolnictwo

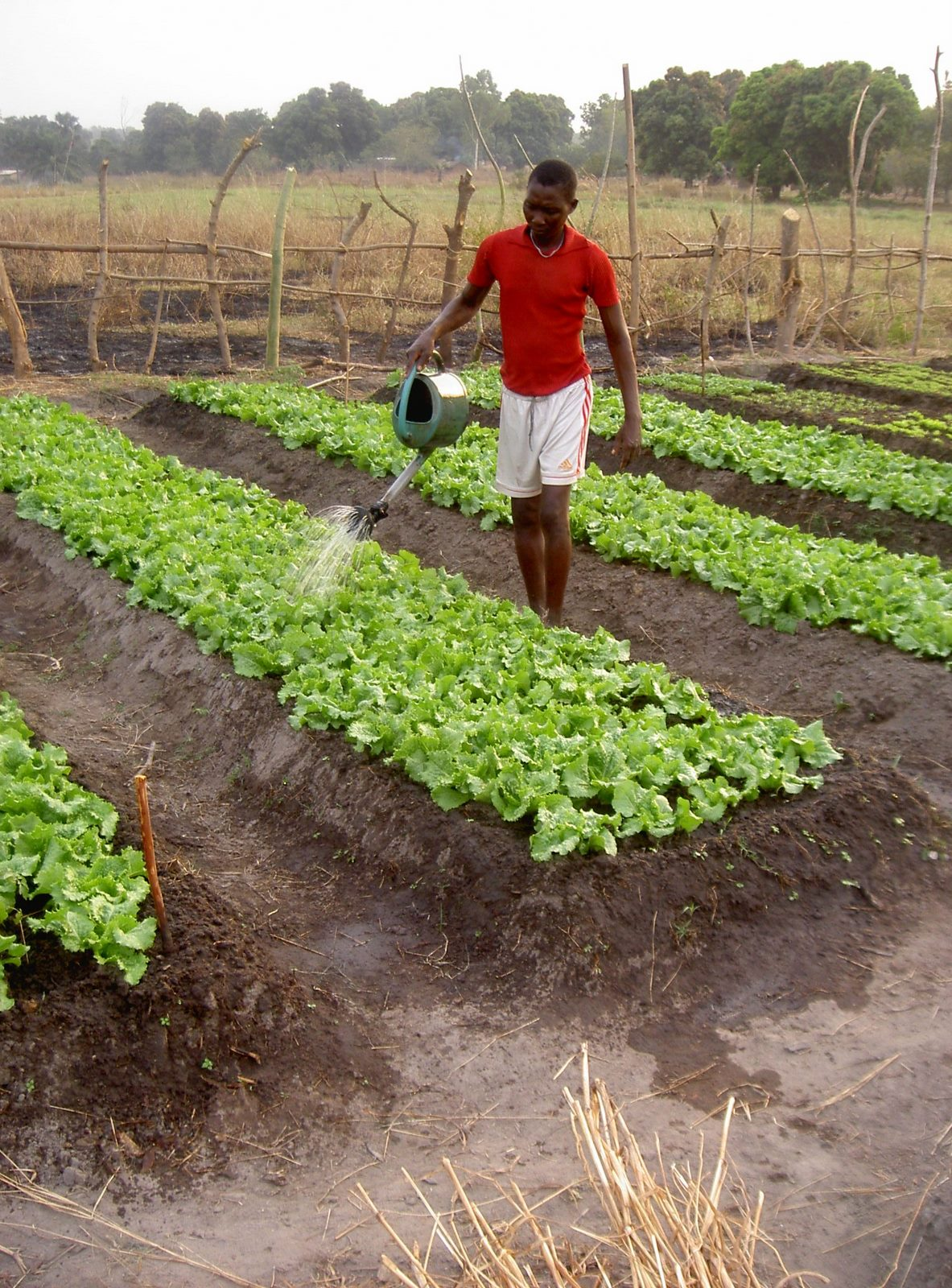
Plantacja rolnicza na północy kraju

W rolnictwie pracuje ponad 75% zawodowo czynnej ludności Republiki Środkowoafrykańskiej. Uprawiane są m.in.: herbata, kukurydza, bawełna, kawa, orzechy arachidowe, sorgo oraz proso.
W 2015 roku 77% wartości eksportu przypadało na drewno i produkty drewniane, które pozyskuje się z lasów tropikalnych rosnących na południu kraju.

### Przemysł
Najważniejszą gałęzią środkowoafrykańskiego przemysłu jest górnictwo diamentów. Pozostały przemysł skoncentrowany jest w Bangi i obejmuje głównie produkcję piwa, mydła, tekstyliów i obuwia. Rozwój przemysłu ogranicza źle zorganizowany transport oraz biurokracja.

Republika Środkowoafrykańska posiada liczne złoża uranu, diamentów, złota i ropy naftowej. Większość złóż została przyznana za czasów Bozizé wielu czołowym politykom z Afryki. Uran nie jest wydobywany. Diamenty znajdują się w pobliżu Bangi oraz w Berbérati. W Berbérati wydobywa się rocznie około 300 000 karatów diamentów. 

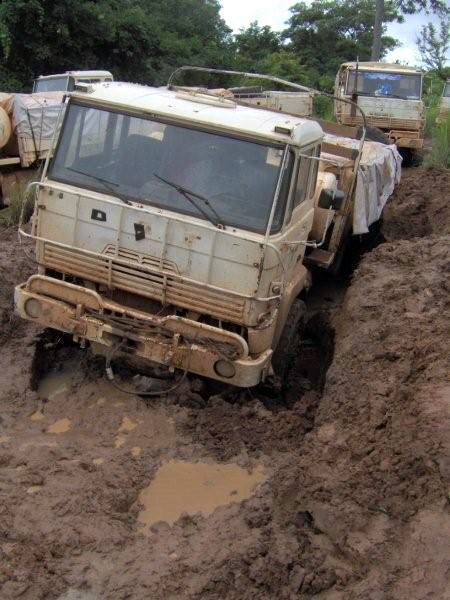
Konwój dostarczający żywność – widać tutaj zły stan dróg

Dzięki dużym zasobom wodnym na północy kraju, większość energii elektrycznej wytwarzana jest w elektrowniach wodnych, ale mimo to większość miejscowości w państwie jest odcięta od prądu.

### Transport

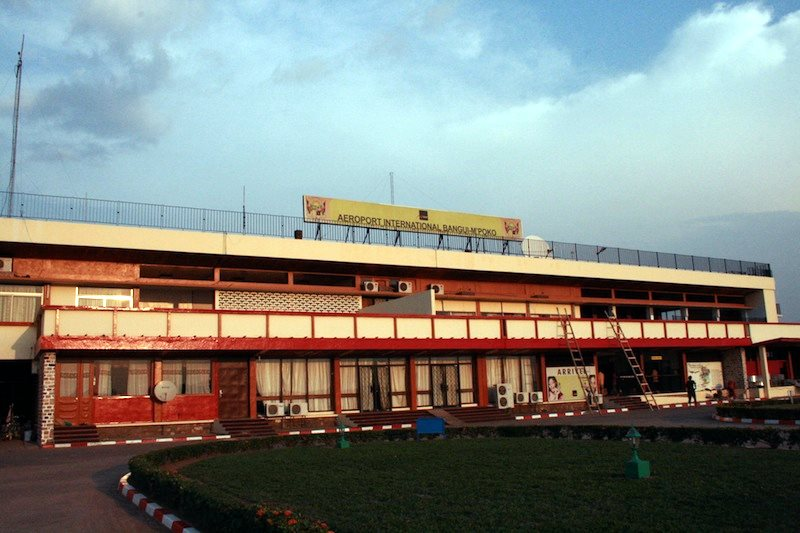
Lotnisko w Bangi

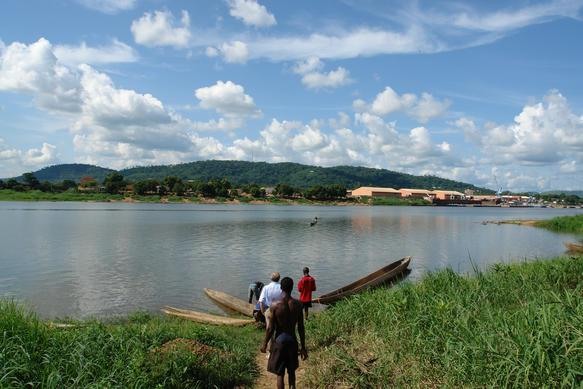
Rzeka Ubangi stanowiąca ważny szlak komunikacyjny kraju

W Bangi znajduje się międzynarodowy port lotniczy. Regularne kursy lotnicze odbywają się tylko w jeden dzień tygodnia, gdy przylatuje samolot z Paryża. Republika Środkowoafrykańska posiada około 24 tys. km dróg, z czego przez cały rok jest przejezdne ok. 5000 z nich. Tylko 240 km dróg jest utwardzonych. Jedną z najważniejszych arterii komunikacji jest rzeka Ubangi. Główny port rzeczny mieści się w stolicy. Republika Środkowoafrykańska nie posiada kolei.

### Turystyka
Turyści przyjeżdżają do Republiki Środkowoafrykańskiej głównie dla safari. Polscy turyści potrzebują wiz, by dostać się do Republiki Środkowoafrykańskiej. Przy wjeździe do kraju należy okazać dowód szczepień przeciwko żółtej febrze.

### Bariery rozwoju gospodarczego
Istotnymi ograniczeniami rozwoju są:
- brak dostępu do morza
- niestabilna sytuacja polityczna
- zły stan infrastruktury transportowej
- przemyt
- niewykwalifikowana siła robocza.

## Ochrona zdrowia
Szacunki ONZ mówią, że około 11% populacji w wieku od 15 do 49 lat jest nosicielem wirusa HIV Jedynie 3% populacji ma dostęp do terapii antyretrowirusowej, w porównaniu do 17% w pobliskim Czadzie.

## Szkolnictwo

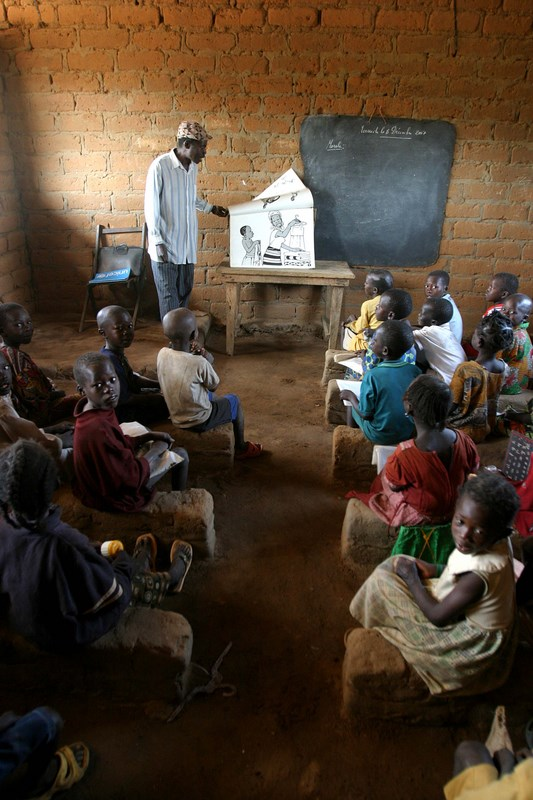
Klasa szkolna w Republice Środkowoafrykańskiej

Edukacja w Republice Środkowoafrykańskiej jest darmowa, a obowiązek szkolny obejmuje dzieci w wieku 6–14 lat. Wśród mężczyzn w wieku 15–24 lat wskaźnik alfabetyzacji wynosi 72,3%, a wśród kobiet w tym samym przedziale wiekowym 59,1%. Wśród dorosłych ponad połowa to analfabeci.
Uniwersytet Bangijski jest jedyną instytucją szkolnictwa wyższego w kraju, działającą od 1969.
Poważnym problemem jest bardzo rozpowszechniona praca dzieci. Według UNICEF 63,5% dzieci w wieku od 5 do 14 lat musi pracować. Zjawisko jest szczególnie widoczne w regionach wiejskich. Dzieci pracują w rolnictwie, górnictwie diamentów, pomocy domowej, hodowli bydła, a także przy utrzymaniu dróg.
Analfabetyzm w kraju wynosił 49% w 2004. Do 2012 poziom analfabetyzmu spadł do około 45%.

## Religia
Struktura religijna w 2020 roku według The ARDA:
- katolicy – 38,3%,
- protestanci – 34,9% (gł.: wyznawcy niezależnych kościołów afrykańskich, zielonoświątkowcy, anabaptyści z Grace Brethren Church i baptyści[48]),
- muzułmanie – 13,9%,
- wyznawcy tradycyjnych religii plemiennych – 12%,
- niereligijni – 0,7%,
- bahaiści – 0,25%,
- świadkowie Jehowy – 0,06%.

## Media
Republika Środkowoafrykańska posiada jeden kanał telewizyjny, który nadaje transmisje przez kilka godzin dziennie. Telewizja i telefony komórkowe działają tylko w stolicy.

## Republika Środkowoafrykańska w kulturze
Stosunki dyplomatyczne oraz nielegalne interesy konsulatów (oraz przyczyny braku lub nadmiaru przedstawicieli) opisuje paradokumentalny film dziennikarza Madsa Brüggera The Ambassador z 2011.